# Décès en août 2013

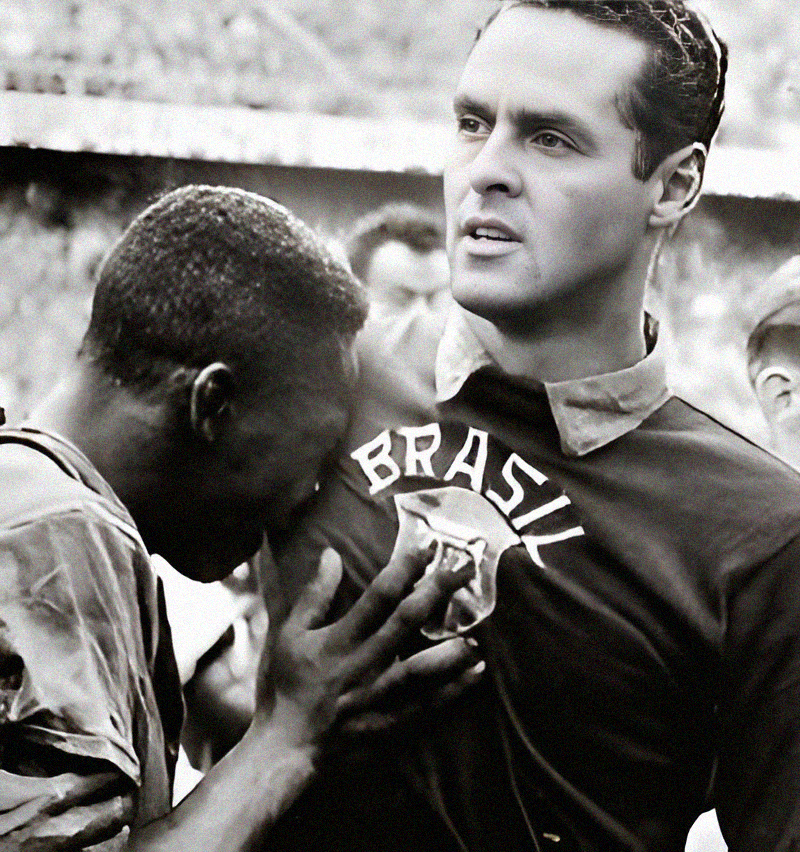
Gilmar, mort le 25 août.

Décès
- 2009
- 2010
- 2011
- 2012
- 2013
- 2014
- 2015
- 2016
- 2017

Pour une information complémentaire, voir la page d'aide.

| Date     | Nom                                    | Activités | Âge | Source |
| -------- | -------------------------------------- | --- | --- | ------ |
| 1er août | Robert Arnaut                          | Producteur et animateur français à France Inter.                                                                                     | 84  |        |
| 1er août | Pierre Badel                           | Réalisateur de télévision français.                                                                                                  | 85  |        |
| 1er août | Par Par Lay                            | Humoriste birman. | 67  |        |
| 2 août   | Patricia Anthony                       | Écrivain américaine. | 66  | (en)   |
| 2 août   | Alla Kushnir                           | Grand maître international féminin du jeu d'échecs israélienne.                                                                      | 71  | (en)   |
| 2 août   | José G. Moreno de Alba                 | Professeur mexicain de philologie.                                                                                                   | 72  | (es)   |
| 2 août   | Odile Rudelle                          | Historienne française. | 76  |        |
| 2 août   | Barbara Trentham                       | Actrice américaine. | 68  | (en)   |
| 2 août   | Pixie Williams                         | Chanteuse néo-zélandaise. | 85  | (en)   |
| 3 août   | Dixie Evans                            | Danseuse burlesque américaine. | 86  | (en)   |
| 3 août   | Jean-Blaise Grize                      | Professeur émérite suisse de logique « naturelle », épistémologie et argumentation.                                                  | 91  |        |
| 4 août   | Keith H. Basso                         | Anthropologue américain. | 73  | (en)   |
| 4 août   | Ronny Bruckner                         | Homme d'affaires belge. | 56  |        |
| 4 août   | Charles Molette                        | Prêtre catholique et historien français.                                                                                             | 95  |        |
| 4 août   | Renato Ruggiero                        | Homme politique italien. | 83  | (it)   |
| 4 août   | Henri-Charles Tauxe                    | Journaliste et écrivain suisse. | 79  |        |
| 4 août   | Charles-Omer Valois                    | Prélat catholique canadien. | 89  | (en)   |
| 5 août   | Ruth Asawa                             | Sculptrice nippo-américaine. | 87  | (en)   |
| 5 août   | Shawn Burr                             | Hockeyeur sur glace canadien. | 47  |        |
| 5 août   | George Duke                            | Claviériste américain de jazz, soul et funk.                                                                                         | 67  |        |
| 5 août   | Robert Häusser                         | Photographe allemand. | 88  | (de)   |
| 5 août   | Sandy Woodward                         | Amiral britannique. | 81  | (en)   |
| 6 août   | Steve Aizlewood                        | Footballeur gallois. | 60  | (en)   |
| 6 août   | Ze'ev Ben-Haim                         | Linguiste israélien, ancien président de l'Académie de la langue hébraïque.                                                          | 105 | (en)   |
| 6 août   | Stan Lynde                             | Bédéiste américain. | 81  | (en)   |
| 6 août   | Roland Mihaïl                          | Journaliste de presse écrite français.                                                                                               | 60  |        |
| 6 août   | Selçuk Yula                            | Footballeur turc. | 53  | (tr)   |
| 7 août   | Jean-Pierre Destrade                   | Homme politique français. | 71  |        |
| 7 août   | Hélène Loiselle                        | Actrice québécoise. | 85  |        |
| 7 août   | Elizabeth Maxwell                      | Auteure franco-britannique, veuve du magnat de la presse britannique Robert Maxwell.                                                 | 92  |        |
| 7 août   | Paul Mercier                           | Homme politique québécois. | 89  |        |
| 7 août   | Anthony Pawson (en)                    | Professeur brittano-canadien de biologie moléculaire, lauréat d'un Prix de Kyoto (2008).                                             | 60  |        |
| 7 août   | Margaret Pellegrini                    | Actrice américaine (Le Magicien d'Oz).                                                                                               | 89  | (en)   |
| 8 août   | Karen Black                            | Actrice américaine. | 74  |        |
| 8 août   | Fernando Castro Pacheco                | Sculpteur mexicain. | 95  | (es)   |
| 8 août   | Jack Clement                           | Chanteur, auteur-compositeur et producteur américain.                                                                                | 82  | (en)   |
| 8 août   | Igor Kournossov                        | Grand maître international russe du jeu d'échecs.                                                                                    | 28  | (en)   |
| 8 août   | Jiří Krejčík                           | Réalisateur tchèque. | 95  | (cs)   |
| 8 août   | Elizabeth Peters                       | Écrivain américaine. | 85  | (en)   |
| 8 août   | Regina Resnik                          | Cantatrice américaine. | 90  | (en)   |
| 8 août   | Léon Taverdet                          | Évêque émérite français. | 90  |        |
| 9 août   | Doctor Gabs                            | Pianiste et chanteur de jazz congolais puis belge.                                                                                   | 52  |        |
| 9 août   | Eduardo Falú                           | Musicien et compositeur argentin. | 90  |        |
| 9 août   | Haji                                   | Actrice québécoise. | 67  |        |
| 9 août   | Jean-Marc Stehlé                       | Acteur et scénographe suisse. | 72  |        |
| 9 août   | Urbano Tavares Rodrigues               | Écrivain portugais. | 89  |        |
| 9 août   | Vladimir Vikoulov                      | Joueur puis entraîneur de hockey sur glace soviétique.                                                                               | 67  | (en)   |
| 10 août  | Eydie Gormé                            | Chanteuse américaine. | 84  |        |
| 10 août  | Jean-Gilles Jutras                     | Chroniqueur et écrivain œnologue québécois.                                                                                          | 86  |        |
| 10 août  | Jody Payne                             | Chanteur et guitariste de country américain.                                                                                         | 77  | (en)   |
| 10 août  | Allan Sekula                           | Photographe, réalisateur et professeur américain.                                                                                    | 62  |        |
| 11 août  | Raymond Delisle                        | Coureur cycliste français. | 70  |        |
| 11 août  | Judit Temes                            | Nageuse hongroise, médaillée d'or au relais 4 x 100 m et de bronze au 100 m, nage libre, des Jeux olympiques d'été de 1952.          | 82  | (hu)   |
| 12 août  | László Csatáry                         | Criminel de guerre nazi hongrois. | 98  |        |
| 12 août  | Friso van Oranje-Nassau van Amsberg    | Prince des Pays-Bas. | 44  | (nl)   |
| 13 août  | Anatoly Albul                          | Lutteur soviétique, médaille de bronze en lutte libre, poids mi-lourds (79-87 kg), aux Jeux olympiques d'été de 1960.                | 77  | (ru)   |
| 13 août  | Lothar Bisky                           | Homme politique allemand. | 71  |        |
| 13 août  | René Bouillot                          | Journaliste français. | 82  |        |
| 13 août  | Bertha Bouroncle                       | Hématologue péruvienne-américaine.                                                                                                   | 93  | (en)   |
| 13 août  | Tompall Glaser                         | Chanteur américain de country. | 79  | (en)   |
| 13 août  | Lord Taumoepeau Tupou de Toula et Kotu | Haut diplomate et homme politique tongien, deux fois ministre.                                                                       | 70  | (en)   |
| 13 août  | Bruno Tognaccini                       | Coureur cycliste italien | 80  |        |
| 13 août  | Jean Vincent                           | Footballeur et entraîneur français.                                                                                                  | 82  |        |
| 14 août  | René Apazza                            | Prélat catholique bolivien. | 90  | (en)   |
| 14 août  | Janina Depping (de)                    | Pilote de rallye allemande. | 34  | (en)   |
| 14 août  | Jack Garfinkel                         | Basketteur américain. | 95  | (en)   |
| 14 août  | Luciano Martino                        | Acteur, scénariste et producteur italien de cinéma.                                                                                  | 79  | (it)   |
| 14 août  | Lisa Robin Kelly                       | Actrice américaine. | 43  |        |
| 15 août  | René Caumer                            | Fondateur du festival de jazz de Calvi, en Haute-Corse.                                                                              | 77  |        |
| 15 août  | Rosalía Mera                           | Cofondatrice de l'empire du textile espagnol Inditex (Zara), femme philanthrope la plus riche d'Espagne.                             | 69  |        |
| 15 août  | Sławomir Mrożek                        | Dessinateur satirique, écrivain et dramaturge polono-français.                                                                       | 83  |        |
| 15 août  | August Schellenberg                    | Acteur canado-américain. | 77  |        |
| 15 août  | Marich Man Singh Shrestha              | Homme politique népalais, Premier ministre (1986-1990).                                                                              | 71  | (en)   |
| 15 août  | Jacques Vergès                         | Avocat français. | 88  |        |
| 16 août  | Roy Bonisteel                          | Journaliste et écrivain canadien. | 83  | (en)   |
| 16 août  | Jacqueline Lessard                     | Bénévole québécois, bien connue pour son implication auprès des orphelins haïtiens.                                                  | 85  |        |
| 16 août  | Pierre Puttemans                       | Architecte, poète et essayiste belge.                                                                                                | 80  |        |
| 17 août  | Christian-Philippe Chanut              | Prêtre catholique et historien français.                                                                                             | 65  |        |
| 17 août  | Tiennot Grumbach                       | Avocat français. | 74  |        |
| 17 août  | Pierre Hennebelle                      | Peintre et pianiste français de jazz.                                                                                                | 87  |        |
| 18 août  | Christopher Barton                     | Avironneur britannique, médaillé d'argent aux Jeux olympiques de 1948.                                                               | 85  | (en)   |
| 18 août  | Florin Cioabă                          | Roi autoproclamé des Roms de Roumanie.                                                                                               | 58  |        |
| 18 août  | Dezső Gyarmati                         | Poloïste hongrois, médaillé d'argent aux Jeux olympiques d'été de 1948, d'or à ceux de 1952, 1956 et 1964; de bronze à ceux de 1960. | 85  |        |
| 18 août  | Jean Kahn                              | Avocat et directeur de société français, président du CRIF (1989-1995).                                                              | 84  |        |
| 18 août  | Rolv Wesenlund                         | Comédien norvégien. | 76  | (no)   |
| 19 août  | Francis Cuillier                       | Urbaniste français. | 69  |        |
| 19 août  | Henri Debs                             | Musicien et producteur guadeloupéen, auteur-compositeur-interprète français.                                                         | 80  |        |
| 19 août  | Donna Hightower                        | Chanteuse américaine de soul et de jazz.                                                                                             | 86  | (en)   |
| 19 août  | Mirko Kovač                            | Écrivain yougoslave. | 74  |        |
| 19 août  | Cedar Walton                           | Pianiste et compositeur américain de jazz.                                                                                           | 79  |        |
| 19 août  | Lee Thompson Young                     | Acteur américain. | 29  |        |
| 20 août  | Elmore Leonard                         | Romancier et scénariste américain.                                                                                                   | 87  |        |
| 20 août  | Marian McPartland                      | Pianiste américaine de jazz. | 95  |        |
| 20 août  | Ted Post                               | Réalisateur américain. | 95  |        |
| 20 août  | Costică Ștefănescu                     | Footballeur roumain. | 62  | (en)   |
| 21 août  | Sid Bernstein                          | Producteur américain de musique. | 95  |        |
| 21 août  | Alberto Callejo                        | Footballeur international espagnol.                                                                                                  | 81  |        |
| 21 août  | Rodolfo Cardoso                        | Joueur d'échecs philippin. | 75  | (en)   |
| 21 août  | C. Gordon Fullerton                    | Astronaute américain. | 76  | (en)   |
| 21 août  | Fred Martin                            | Footballeur écossais. | 84  | (en)   |
| 22 août  | Keiko Fuji                             | Actrice et chanteuse japonaise. | 62  | (en)   |
| 22 août  | Petr Kment                             | Lutteur tchèque, médaillé de bronze aux Jeux olympiques d'été de 1968.                                                               | 71  | (sk)   |
| 22 août  | Jetty Paerl                            | Chanteuse néerlandaise. | 92  |        |
| 22 août  | Michel Viala                           | Écrivain suisse. | 80  |        |
| 23 août  | Marc Braillon                          | Homme d'affaires français. | 80  |        |
| 23 août  | William Glasser                        | Psychiatre américain. | 88  | (en)   |
| 23 août  | Vadim Ioussov                          | Directeur photo soviétique. | 84  | (ru)   |
| 23 août  | John Mainstone                         | Physicien australien. | 78  | (en)   |
| 23 août  | Dean Meminger                          | Basketteur américain. | 65  |        |
| 23 août  | Vesna Rožič                            | Joueuse d’échecs slovène. | 26  | (sl)   |
| 23 août  | Gilbert Taylor                         | Directeur photo britannique. | 99  |        |
| 23 août  | Tatiana Zaslavskaïa                    | Sociologue russe. | 85  | (ru)   |
| 24 août  | Jean Bastaire                          | Penseur de l'écologie chrétienne. | 86  |        |
| 24 août  | Julie Harris                           | Actrice américaine. | 87  |        |
| 24 août  | Muriel Siebert                         | Femme d'affaires américaine. | 84  |        |
| 24 août  | Nílton de Sordi                        | Footballeur brésilien, champion du monde en 1958.                                                                                    | 82  |        |
| 24 août  | Mike Winters (en)                      | Comédien, écrivain, homme d'affaires et musicien britannique.                                                                        | 82  | (en)   |
| 25 août  | Domenico Crusco                        | Évêque catholique italien. | 79  | (en)   |
| 25 août  | Gilmar                                 | Footballeur brésilien, champion du monde en 1958 et en 1962.                                                                         | 83  | (pt)   |
| 26 août  | Henny Knoet                            | Designer néerlandais. | 71  | (nl)   |
| 26 août  | Hassan Miftah                          | Musicien marocain, du groupe Jil Jilala.                                                                                             | 63  |        |
| 26 août  | Hélie de Saint Marc                    | Parachutiste de la Légion étrangère et ancien résistant français.                                                                    | 91  |        |
| 27 août  | Jean Jansem                            | Artiste peintre français. | 93  |        |
| 28 août  | László Gyetvai (hu)                    | Footballeur hongrois. | 94  | (es)   |
| 28 août  | Larry Pennell                          | acteur américain. | 85  |        |
| 29 août  | Xavier Krebs                           | peintre et céramiste français. | 90  |        |
| 29 août  | Medardo Joseph Mazombwe                | Cardinal zambien, archevêque émérite de Lusaka.                                                                                      | 81  | (en)   |
| 29 août  | Cliff Morgan                           | Joueur gallois de rugby à XV . | 83  | (en)   |
| 30 août  | William C. Campbell                    | Golfeur américain. | 90  | (en)   |
| 30 août  | Seamus Heaney                          | Poète irlandais, lauréat du Prix Nobel de littérature en 1995.                                                                       | 74  |        |
| 30 août  | Lotfi Mansouri                         | Administrateur, d'origine iranienne, directeur de l'opéra de San Francisco.                                                          | 84  | (en)   |
| 30 août  | Lorenzo Morais                         | Homme politique canadien. | 79  |        |
| 30 août  | Daniel Viéné                           | Peintre français. | 58  |        |
| 31 août  | Jean-Louis Beaumont                    | Homme politique et professeur de médecine français.                                                                                  | 87  |        |
| 31 août  | David Frost                            | Satiriste, écrivain, journaliste et présentateur de télévision britannique.                                                          | 74  |        |